# Petrophyllia rediviva
Espèce
Statut CITES
Petrophyllia rediviva est une espèce de coraux appartenant à la famille des Oculinidae.